# Vehículo policial

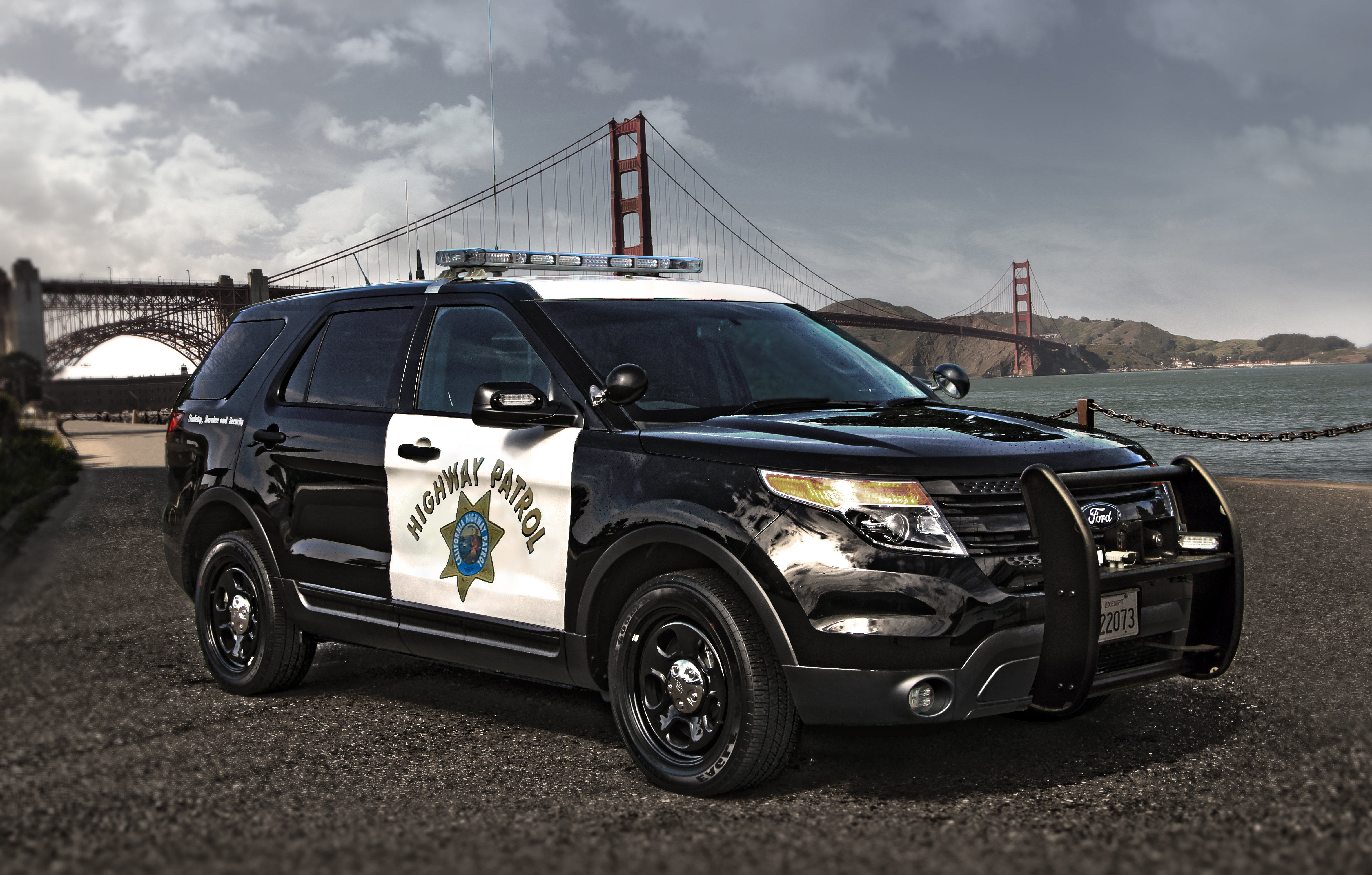
Un Ford Explorer de la Patrulla de Caminos de California, Estados Unidos.

Un vehículo policial (coloquialmente conocido como patrulla) es un automóvil o motocicleta utilizado por la policía en sus labores de patrulla y para responder a los incidentes que pueden producirse. Especialmente equipado, los usos típicos del vehículo policial incluyen el transporte de los oficiales de policía para acudir rápidamente a la escena del incidente o para patrullar un área, a la vez que ofrecen una gran visibilidad disuasoria del crimen. Algunos vehículos policiales están especialmente adaptados para el trabajo en áreas concretas, o están preparados para transportar a detenidos.
Otros modos de transporte utilizados por las fuerzas del orden público incluyen helicópteros, avionetas, embarcaciones e, incluso modos no motorizados, como a caballo y en bicicleta.

## Historia

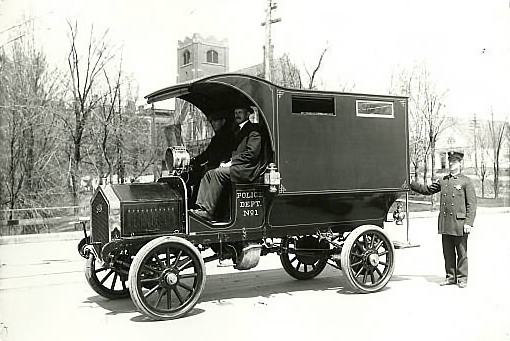
Furgón celular de Duluth, Minnesota, 1909.

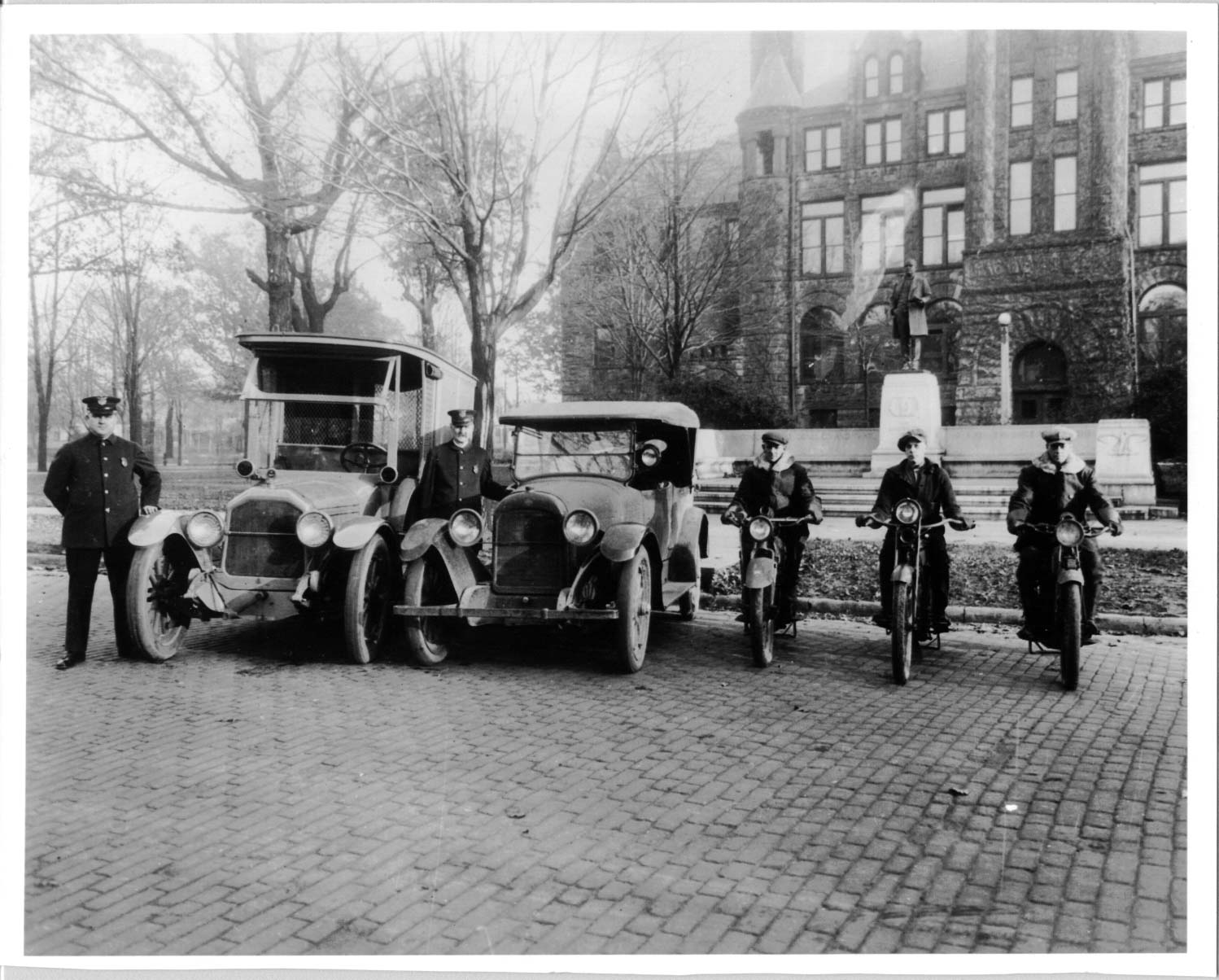
Vehículos de la policía de Muskegon, Míchigan en 1920.

El primer vehículo policial del mundo fue un vagón conducido por electricidad en las calles de Akron, Ohio, en 1899. Podía alcanzar los 26 km/h y tenía una autonomía de 48 km antes de que hubiera que recargar de nuevo su batería. El vehículo iba equipado con luces eléctricas, campanas y una camilla. Su primera misión fue la recogida de una persona intoxicada en las calles Main y Exchange.
En 1908, los departamentos de policía de Evanston (Illinois) y de Detroit, Míchigan, adquirieron las primeras motocicletas empleadas por la policía.

## Tipos de vehículos

### Autobús policial
Es un vehículo similar al usado en transporte público, solo que en este caso se emplea para trasladar policías a eventos públicos o disturbios. Pueden ser autobuses comunes o adaptados para tal fin, también incluyen sirenas, luces y otros accesorios comunes en los coches de policía.

### Coche patrulla
Es un automóvil utilizado para patrullar un área concreta asignada. Su función primaria es servir de apoyo a los oficiales de policía en sus tareas diarias (tomar atestados, visitar testigos, atrapar a los delincuentes, etc.). Los vehículos patrulla también son capaces de responder a emergencias, y por ello suelen ir equipados con señales audiovisuales (sirenas y luces).

### Furgón unidad canina (K-9)
Son unidades de transporte que están equipadas con facilidades para transportar perros policiales (sean estos de ataque, disuasión, o rastreo). Pueden ser SUV adaptadas o pickups con cabina sencilla, extendida o doble.

### Furgón celular
También llamados coche celular, por lo regular son camionetas o furgonetas especialmente adaptadas para el traslado de detenidos o convictos. Y en algunos casos también fungen como transporte especial de testigos y protegidos,también algunas corporaciones policiacas los usan en apoyo a la población local en situaciones de emergencia y desastres naturales en conjunto con cuerpos de paramédicos y otros profesionales de rescate.

### Motocicleta

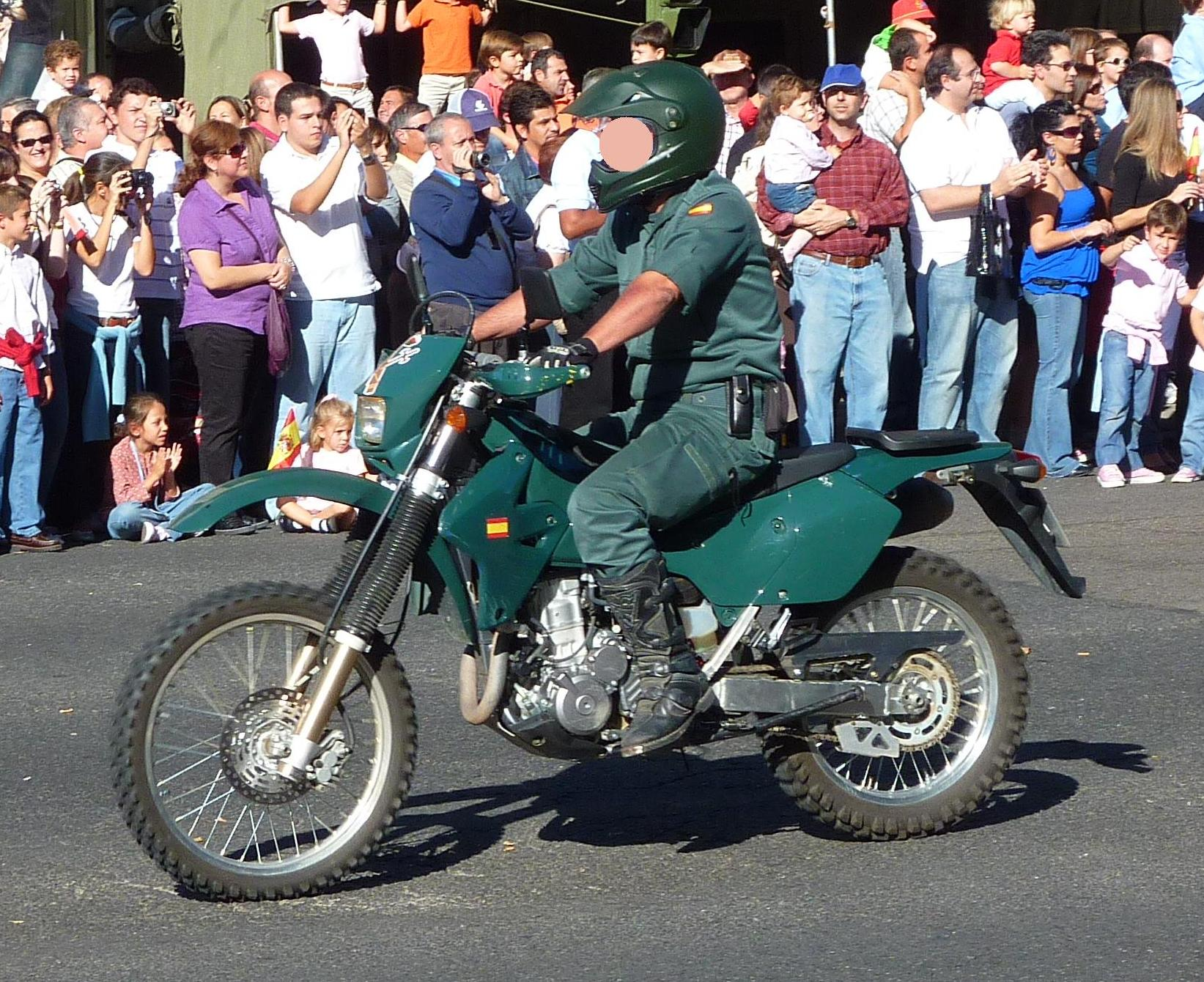
Suzuki DRZ 400 S del Seprona (España).

La maniobrabilidad de la motocicleta de gran cilindrada permite intervenir más rápido que los coches de policía, no solo en las condiciones de tráfico pesado y calles estrechas de las ciudades, sino también en zonas rurales. También se utilizan motocicletas para escoltar vehículos vip en procesiones y comitivas.

### SUV ypickup
En este caso pueden servir como vehículos multipropósito y comparten características con los vehículos comunes de policía.

### Unidad antiexplosivos
En algunos cuerpos policiales, estos también tienen la responsabilidad de desactivar y neutralizar explosivos y aparatos terroristas, por lo cual también se cuenta con unidades dedicadas al transporte de los elementos (escuadrones) y equipamiento especializado para esta labor.

### Unidad de demostración
Los vehículos que no están aptos para el servicio activo pero que puedan llamar la atención, simplemente son usados para labor comunicativa y de acercamiento con la comunidad, usualmente son automóviles de alto rendimiento o autos modificados confiscados a criminales y grupos delictivos, estos se usan para difundir mensajes específicos (como el programa D.A.R.E.) o para romper el hielo con ciertos grupos (como el usar autos modificados con la suspensión saltarina o vehículos tuneados) como una forma de acercarse a la gente joven.

### Unidad de rescate
Algunas fuerzas del orden operan servicios de rescate y emergencia y algunas unidades especiales pueden ser requeridas para este mismo, por lo general son ambulancias y camionetas especiales equipadas con varios aditamentos de rescate en alta montaña o espeleología, entre otros, pudiendo tener también paramedicos y personal especializado en emergencias médicas críticas.

### Unidad de vigilancia
Algunas policías operan unidades de vigilancia, pudiendo ser con o sin distintivos, para obtener cualquier evidencia de todo tipo de actos delictivos.

### Vehículo antidisturbio

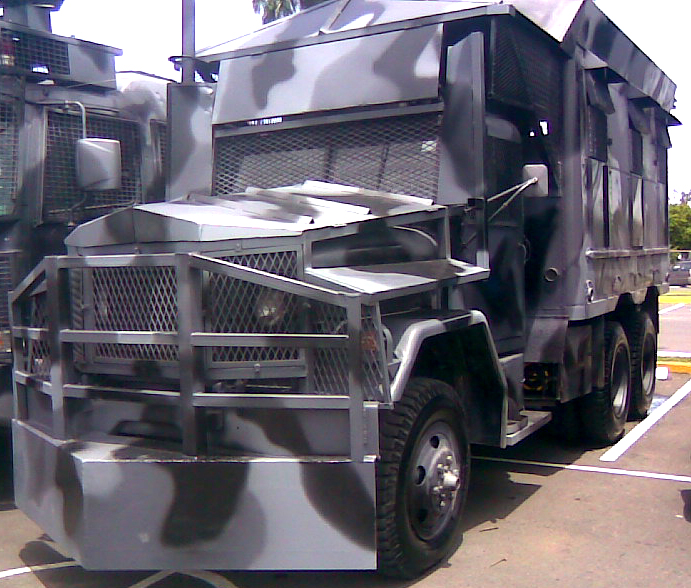
"La Bestia": vehículo policial antidisturbios de la Policía Nacional de Panamá.

Estos vehículos se dividen en tres subcategorías: 

#### Camión con cañón de agua

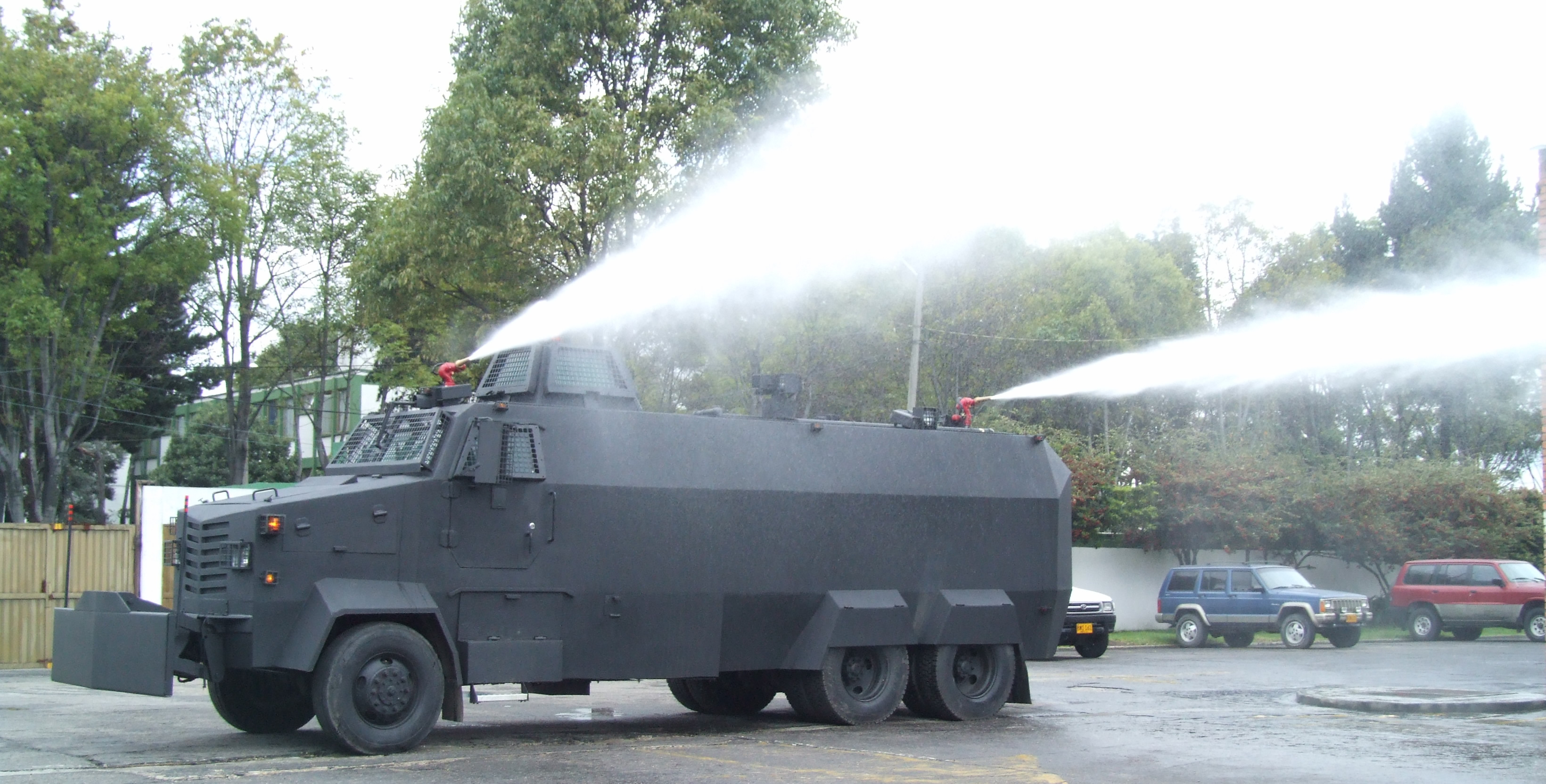
Vehículo con cañones de agua del Escuadrón Móvil Antidisturbios de la Policía Nacional de Colombia.

También conocido como camión lanzachorros, en España, popularmente, camión-botijo y en Venezuela la ballena, en Chile el guanaco. Además de agua, los cañones de agua también pueden lanzar otras sustancias, como tinta para poder identificar a los participantes en manifestaciones, espuma o sustancias irritantes.

#### Furgonetas modificadas

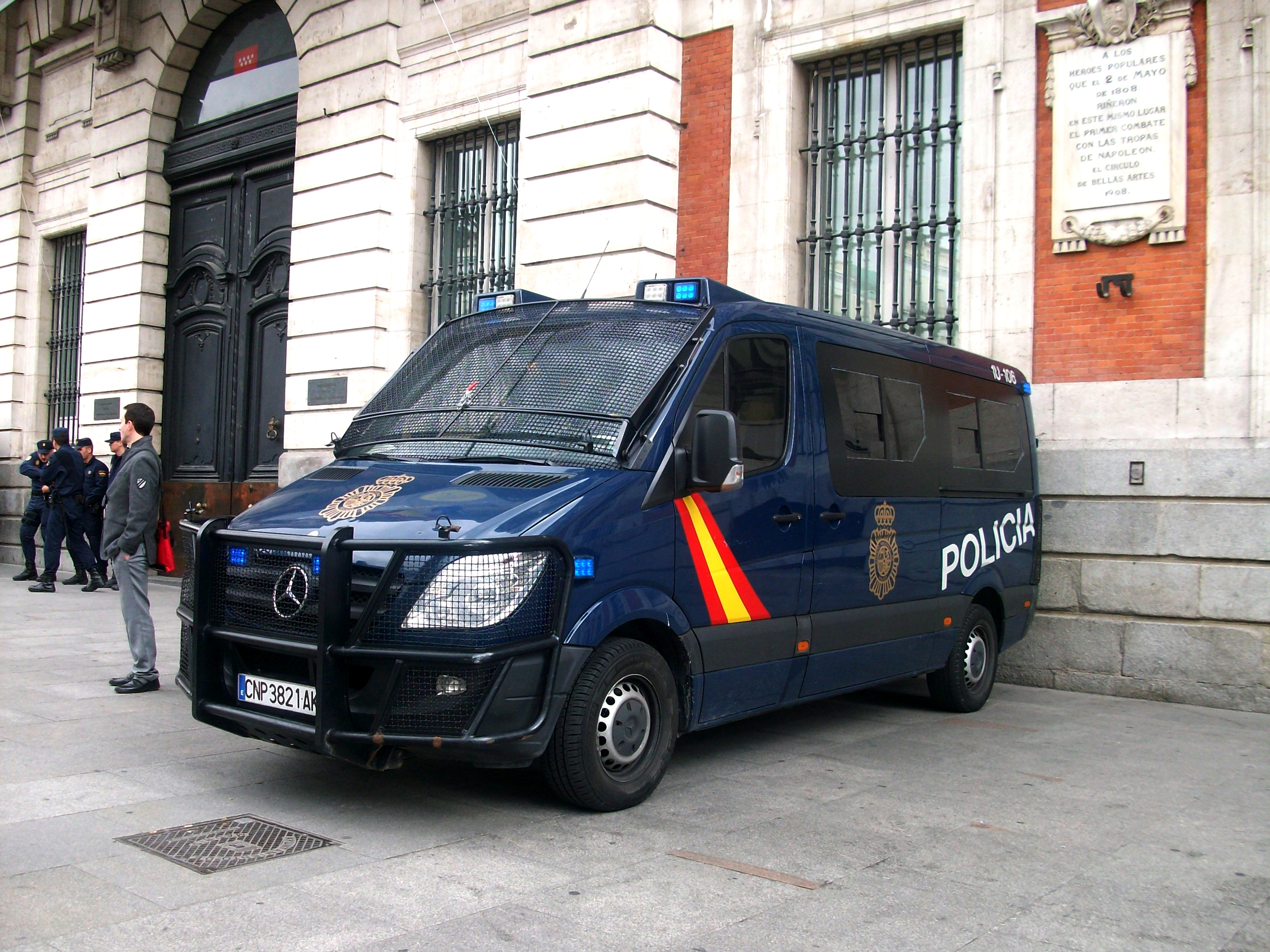
Mercedes-Benz Sprinter de la UIP (España).

Normalmente con ventanas protegidas con mallas.

#### Tanqueta/transporte blindado de personal modificado

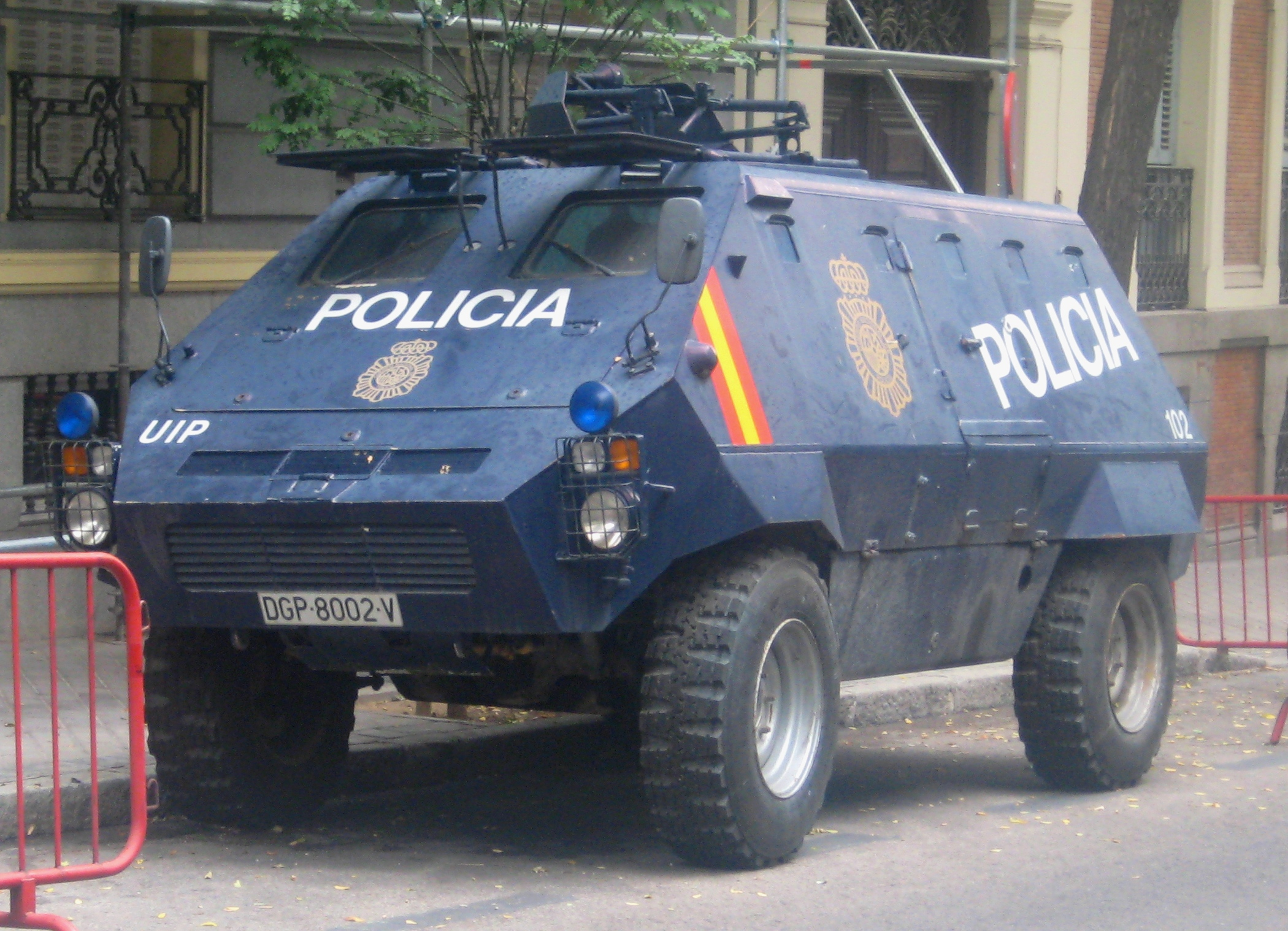
Tanqueta UR-416 de la UIP utilizada en misiones de protección de embajadas en Madrid, España.

La policía también utiliza transporte blindado de personal, normalmente considerado vehículos militares, para insertar efectivos policiales antidisturbios en zonas de conflicto que podrían resultar peligrosas para acercarse a pie.

### Vehículo carnada
Algunos cuerpos policiales operan autos que pueden ser usados para detener criminales que roban vehículos (por distintos métodos). Aparcan el vehículo en una zona donde pudiese ser hurtado con facilidad, y cuando es arrancado, la policía rastrea el vehículo y dependiendo de la situación puede ser deshabilitado remotamente apagando el motor. La misma técnica puede ser usada para esconder localizadores GPS en objetos de valor para localizar a algún criminal o infractor. Este tipo de intervención fue introducido por la policía de Minneapolis en 1998 y luego en otras ciudades de los EE. UU., Canadá y también en el Reino Unido.

### Vehículo comunitario
En este caso es un auto de producción, marcado y pintado de manera similar a una patrulla común, sin embargo este solo se usa para indicar presencia de cuerpos policíacos y transportar agentes entre sitios, estos no responden a ninguna clase de emergencia.

### Vehículo multipropósito
Algunos cuerpos de policía no distinguen entre vehículos patrulla, de respuesta, o de tráfico, e incluso en algunos casos mantienen un solo tipo de vehículo para llevar a cabo todas las tareas. Ese tipo de vehículos suelen buscar una solución de compromiso que de respuesta a las distintas funciones, añadiendo o quitando elementos si es necesario.

### Vehículo de policía sin distintivos

Ubicación típica de la señalización en coches de policía sin distintivos.

Muchos cuerpos de policía utilizan también vehículos sin ningún tipo de distintivo para cualquiera de las tareas mencionadas, aunque sobre todo para el caso de tráfico y de vehículos de respuesta para detectives. Tienen la ventaja de no ser reconocibles de forma inmediata, por lo que se muestran como herramientas muy útiles para capturar a criminales en delitos flagrantes pueden ser camuflados como vehículos comunes o en algunos casos tener un color específico, como en Estados Unidos, donde la mayoría de los vehículos sin distintivos son cualquier clase de vehículos pero en color negro. Por otra parte, algunas autoridades han criticado el uso de este tipo de vehículo debido a que, al carecer de un puente de luces, otros usuarios de las vías públicas, tanto motoristas como peatones, pueden tener dificultad a la hora de identificar estos vehículos, sobre todo a altas velocidades. En otros usos que se les dan a estos mismos se incluye el traslado de testigos protegidos, que corran un alto riesgo de muerte debido a la información y declaraciones que poseen, de tal forma que se les da tratamiento intermedio dependiendo si es un testigo inocente o culpable o bien a medio camino legal.
En el Reino Unido, desde 2011, la policía también utilizan camiones sin distintivos para patrullar las carreteras.

### Vehículo de respuesta
Un vehículo de respuesta es similar al vehículo patrulla, pero suele tener especificaciones algo más altas que le permite alcanzar velocidades mayores y siempre estará equipado con sirenas y luces. Este tipo de vehículos se utilizan para responder a graves incidentes o emergencias, como por ejemplo tiroteos.

### Vehículo de respuesta armada
Algunas fuerzas del orden público disponen de vehículos de respuesta armada, como el Specialist Firearms Command, de la Metropolitan Police de Londres. Su cometido es responder a llamadas de emergencia que implican el uso de armas de fuego u otras situaciones de riesgo. Se trata de vehículos especialmente adaptadas para llevar, entre otro equipamiento, armas de fuego.

### Vehículo señuelo
Algunas fuerzas policiales usan vehículos altamente visibles (en ocasiones falsas imágenes de estos), sin ocupantes, para disuadir la comisión de delitos, pudiendo ser estos vehículos que estén fuera de servicio repintados para aparentar vehículos policiales en activo. Se pueden estacionar en áreas que sean susceptibles de ser focos delincuenciales para poder brindar una presencia de alta visibilidad sin comisionar a un oficial en activo. 
En 2005, por ejemplo, en Virginia (EUA) se propuso introducir una ley que permitiera reutilizar antiguos vehículos policiales colocándoles cerca de los puntos negro (tramos de concentración de accidentes) para reducir el exceso de velocidad. Asimismo, se utilizan autos señuelo en conjunto con otras unidades equipados con radar para engañar a infractores que proceden a aumentar la velocidad después de haber pasado el coche señuelo. En Chicago, Illinois, se colocan vehículos altamente visibles equipados con radar y cameras en autopistas y carreteras principales.

### Vehículo de tráfico

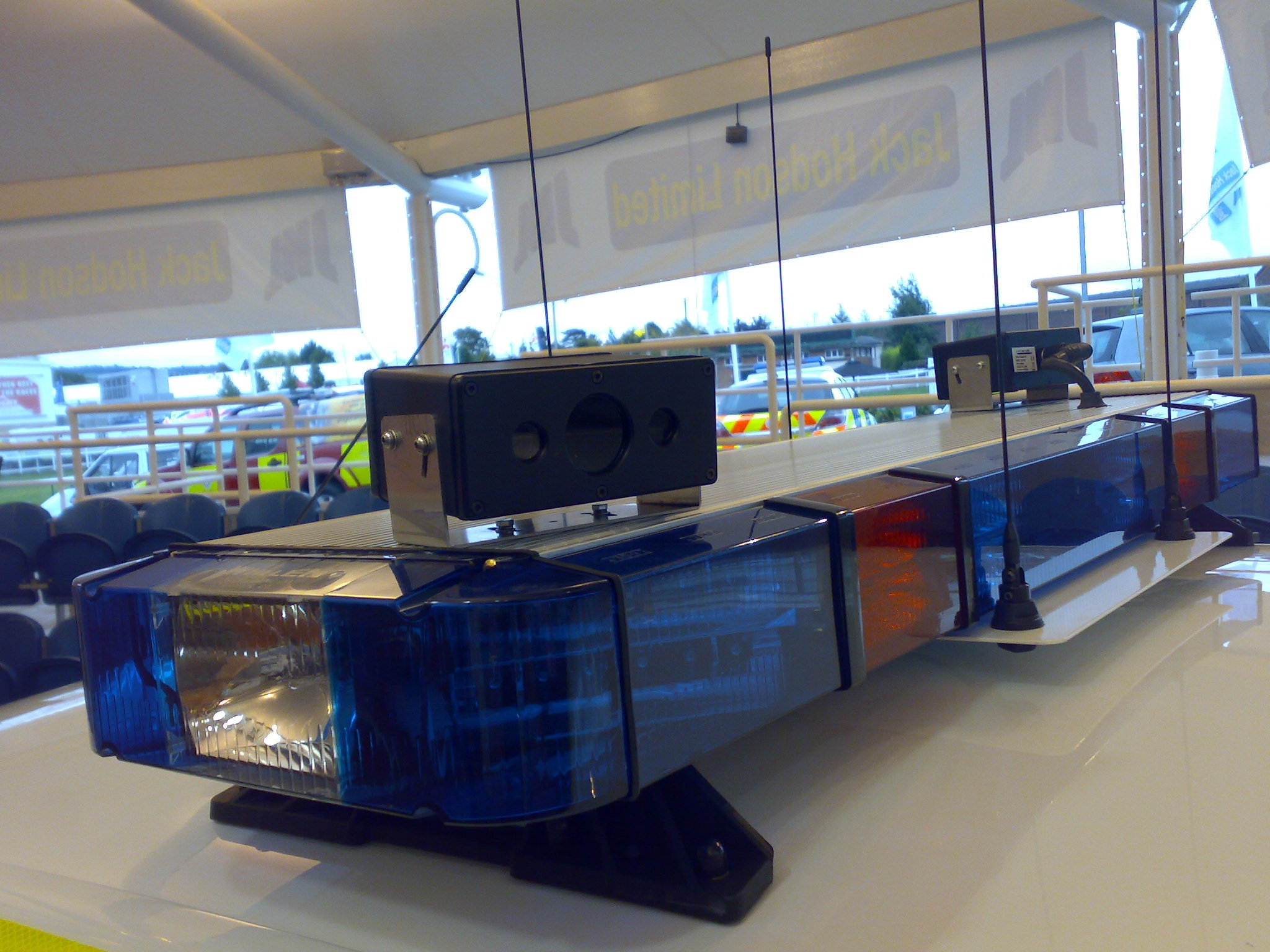
Sistema de reconocimiento automático de matrículas en el puente de luces.

Son vehículos diseñados específicamente para vigilar el tráfico, y suelen tener las mayores prestaciones de velocidad para alcanzar a la gran mayoría de vehículos que pueden circular por la carretera. Pueden ir equipados con sistemas para forzar a los vehículos para parar en el arcén, y pueden tener avisos audiovisuales especiales que pueden ser oídos desde grandes distancias. También pueden ir equipados con material especial, como detectores de velocidad por radar o por láser, conos o bengalas de tráfico, o señales de circulación. En un intento de concienciar más al público, en los últimos años, las unidades de tráfico están introduciendo coches patrulla de alta visibilidad, con colores más llamativos, como el rojo o el naranja.

### Vehículo vip
En algunos casos, los cuerpos de policía poseen flotas vip para transporte de funcionarios tanto de policía como de gobierno. Suelen ser autos o SUV de lujo o de gamas media alta a alta con un nivel de blindaje según situaciones o riesgos potenciales a enfrentar. Se asignan conductores con experiencia en manejo de riesgos y situaciones críticas y que sepan responder en caso de atentados, tiroteos o demás contrariedades.

## Distintivos y rotulación

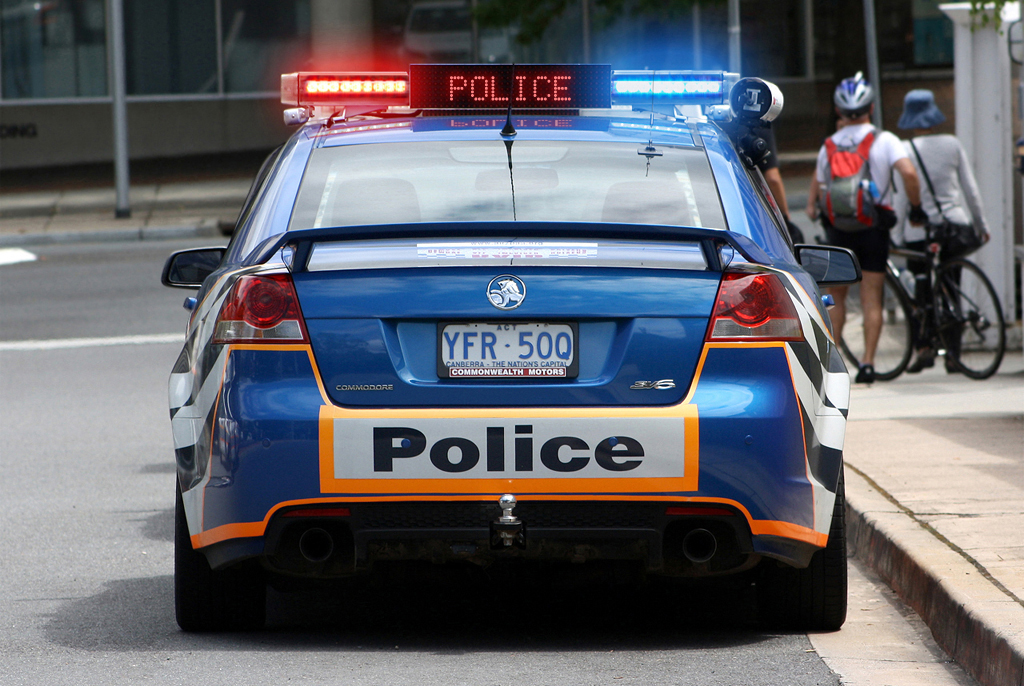
Vehículo de la policía con señalización led (Canberra, Australia).

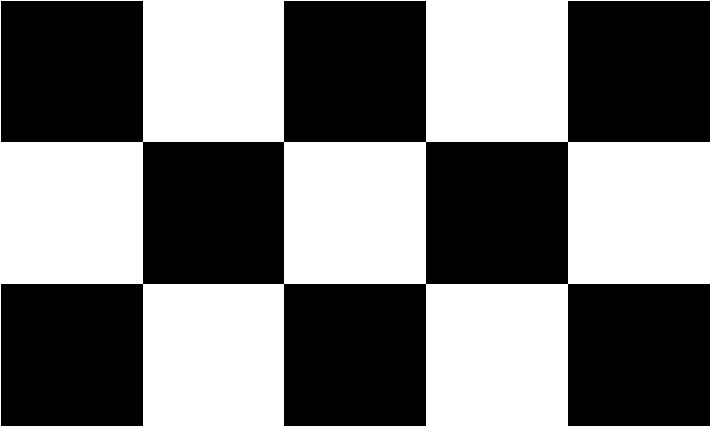
El Sillitoe Tartan, dibujo usado en los vehículos policiales de muchos países.

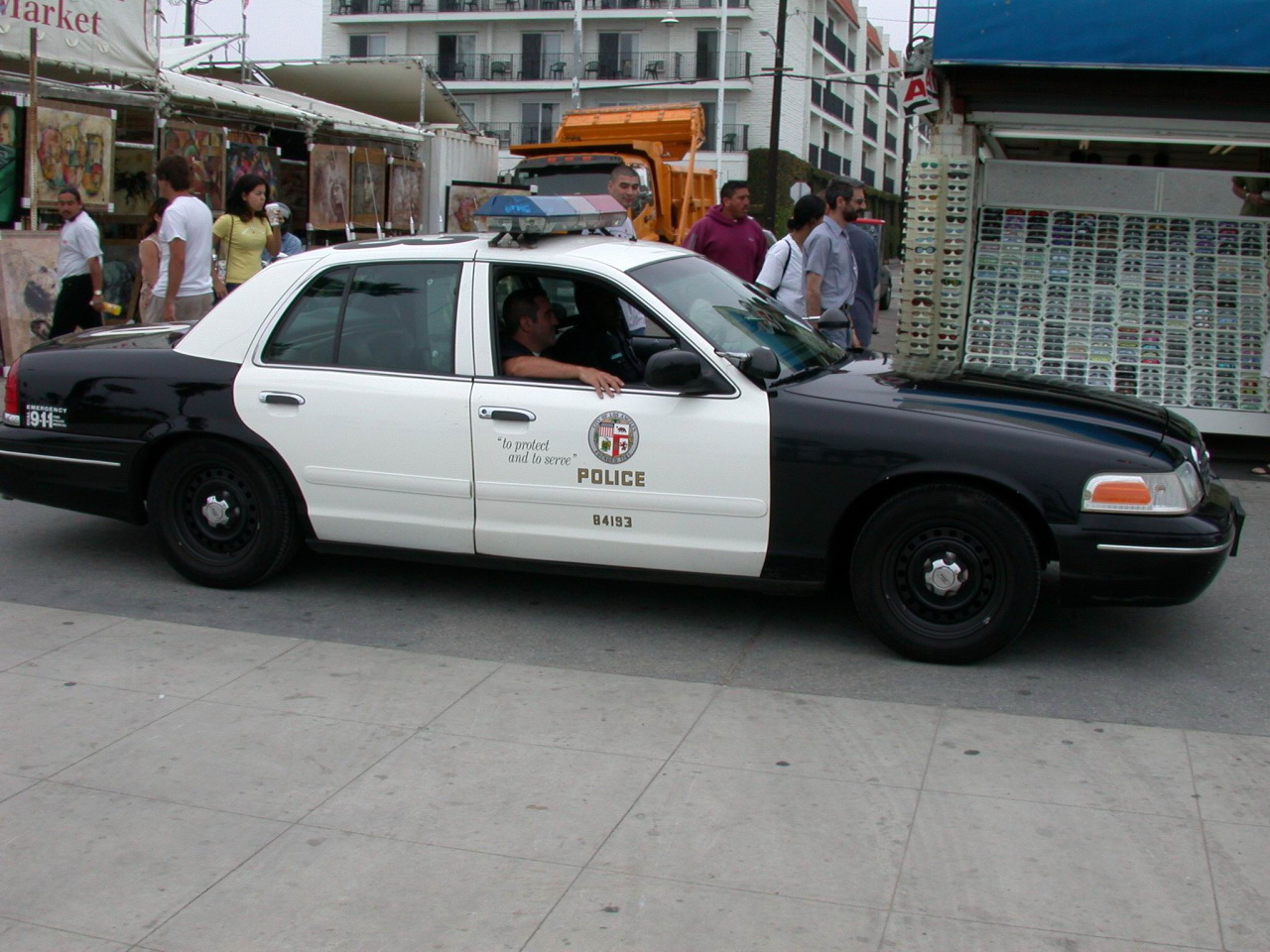
El típico coche patrulla «black and white» del LAPD.

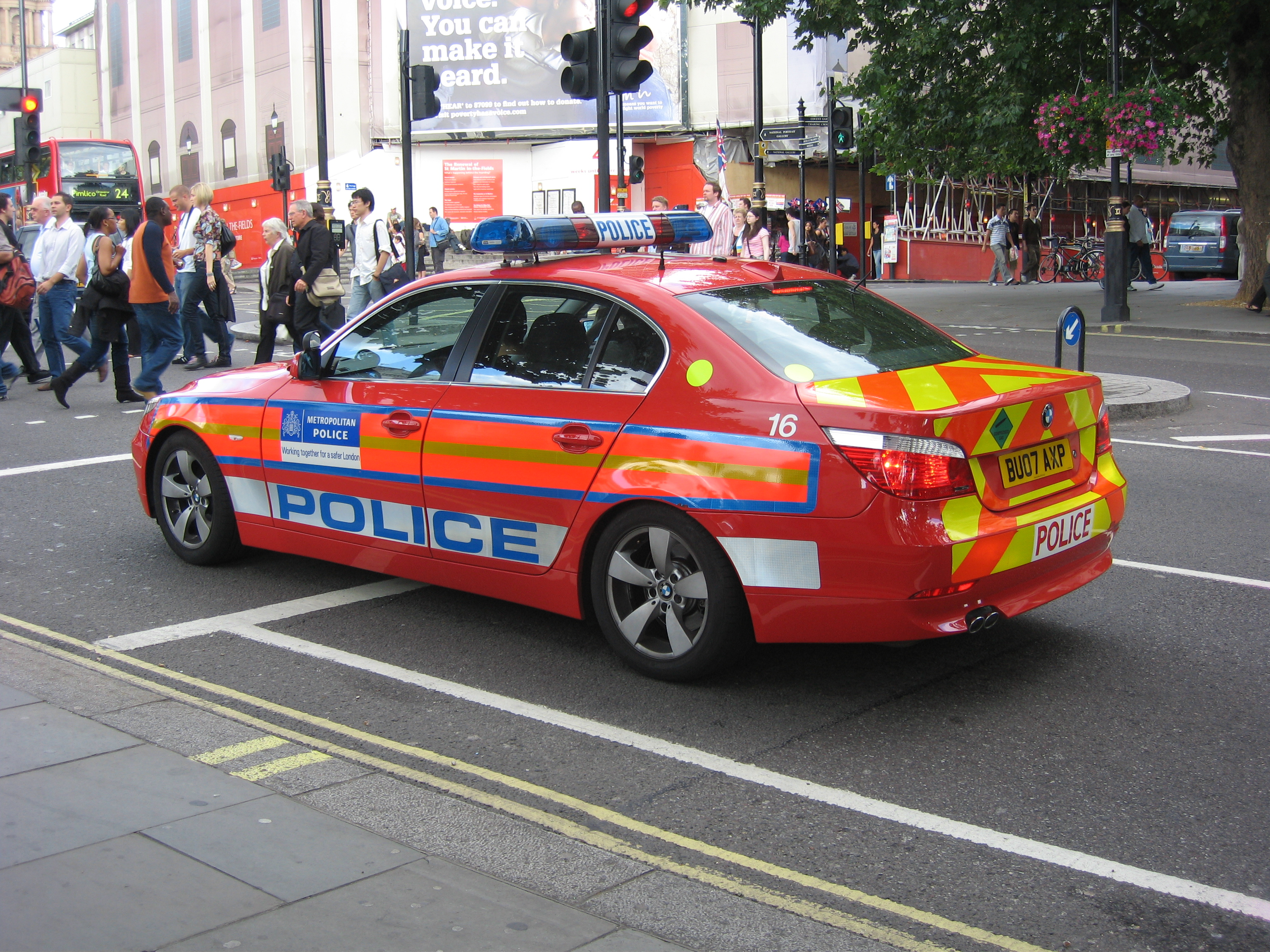
Coche de la unidad de protección diplomática de la Metropolitan Police (Londres).

Tradicionalmente, los vehículos policiales, sobre todo los coches patrulla, han sido decorados en blanco y negro, como en el caso del Departamento de Policía de Los Ángeles (LAPD), o con dibujo en damero de los mismos colores, el llamado Sillitoe Tartan, introducido en 1932 por el jefe de policía de Glasgow. Otro variante común es el blanco y azul. Este dibujo también se utiliza con otros combinaciones de colores para vehículos de emergencia de los servicios de emergencias.
En la Ciudad de México los agentes de tránsito y vialidad implementaron una combinación de color azul y gris en combinación con un "Sillitoe Tartan" y color verde fosforescente, esto en pro de que se pueda identificar mejor a los agentes.
También en Chile, los carabineros de Chile usaron el blanco y el negro, pero se reemplazó a verde y blanco.
En Costa Rica, los automóviles son de color blanco con letras azules
Asimismo, unidades especiales pueden usar distintos colores que los tradicionales. Este es el caso de la unidad de protección diplomática de la Metropolitan Police de Londres.

## Equipamiento
El equipamiento varía según el tipo del vehículo. Salvo el caso de los vehículo de policía sin distintivos, los vehículos claramente identificados como policiales normalmente, pero no siempre, llevarán puentes de luces fijos.
- Equipamientos acústicos y luminosos
  - Sirenas
  - Puente de luces (también conocidos como puente luminoso): puede llevar distintos tipos de luces, tanto fijos, como estroboscopios
- Radio: la tradicional radio basado en UHF/VHF ha sido sustituido por sistemas basados GSM, como el TETRA.
- Mampara de seguridad
- Cajas de seguridad para armas de fuego
- Terminales móviles de datos (MDT)
- Sistema de seguimiento: equipamiento provisto de un transpondedor que permite localizar, mediante GPS o triangulación coches robados
- CCTV: Son cada vez más los vehículos equipados con cámaras de vídeo para grabar tanto la actividad dentro como fuera del vehículo
- Sistema de reconocimiento automático de matrículas
- Radar de control de velocidad

## Galería de imágenes

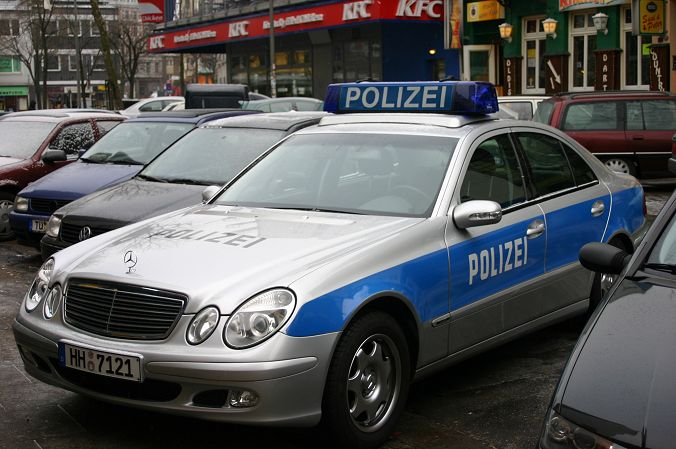
Mercedes-Benz adaptado como vehículo policial (Hamburgo, Alemania).
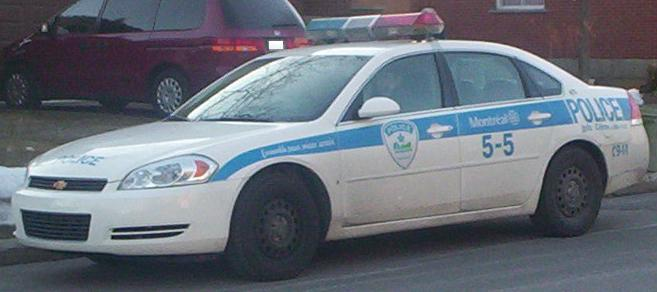
Chevrolet Impala adaptado como vehículo policial (Montreal).
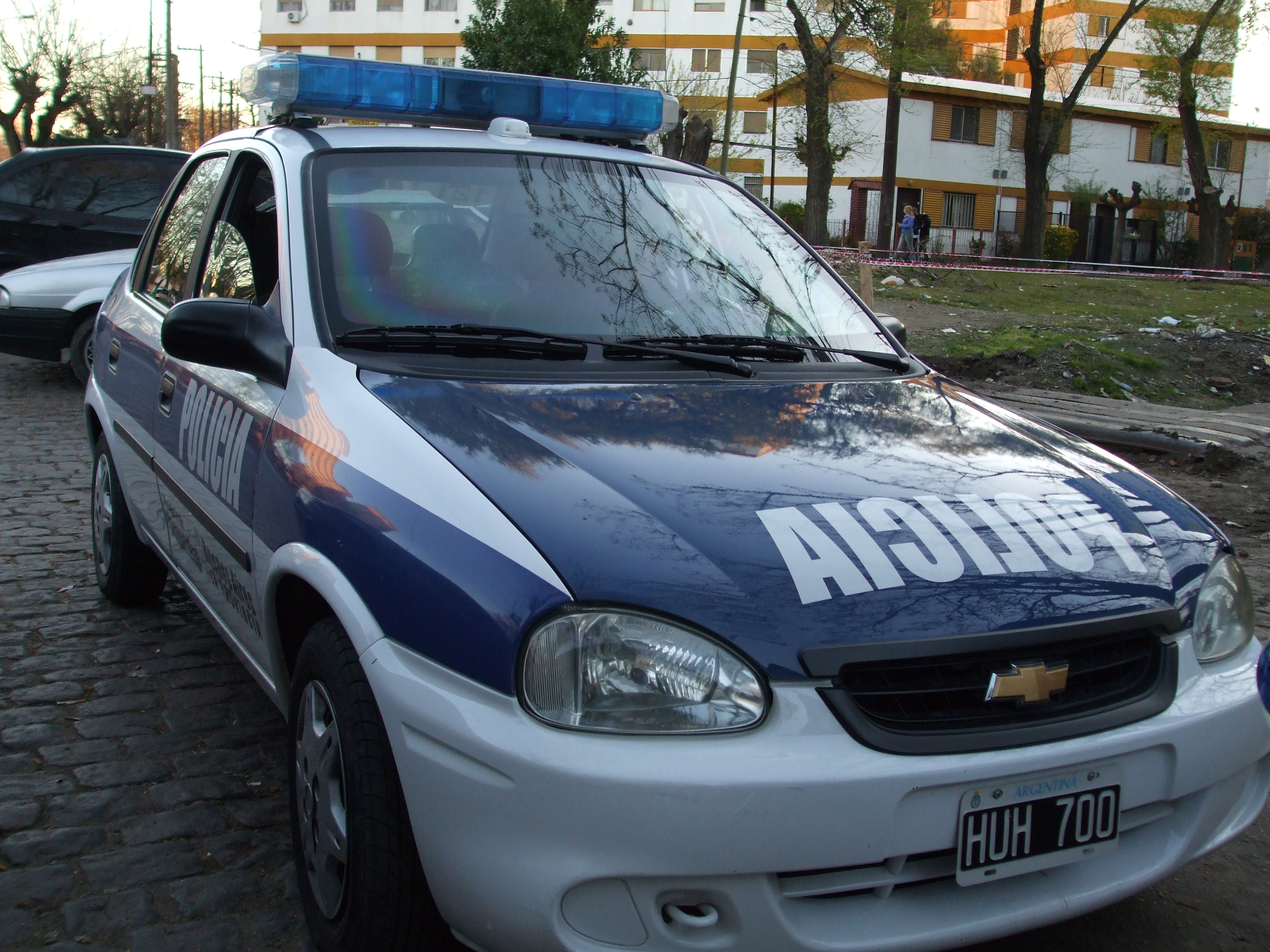
Chevrolet Corsa de la Policía de la Provincia de Buenos Aires, fuerza interestatal de Argentina.
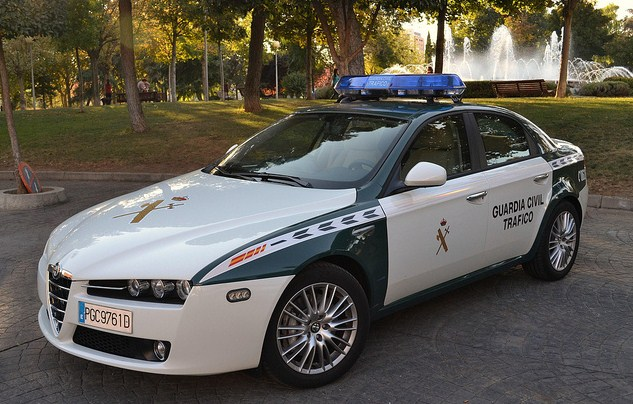
Alfa Romeo 159 de la Agrupación de Tráfico de España.
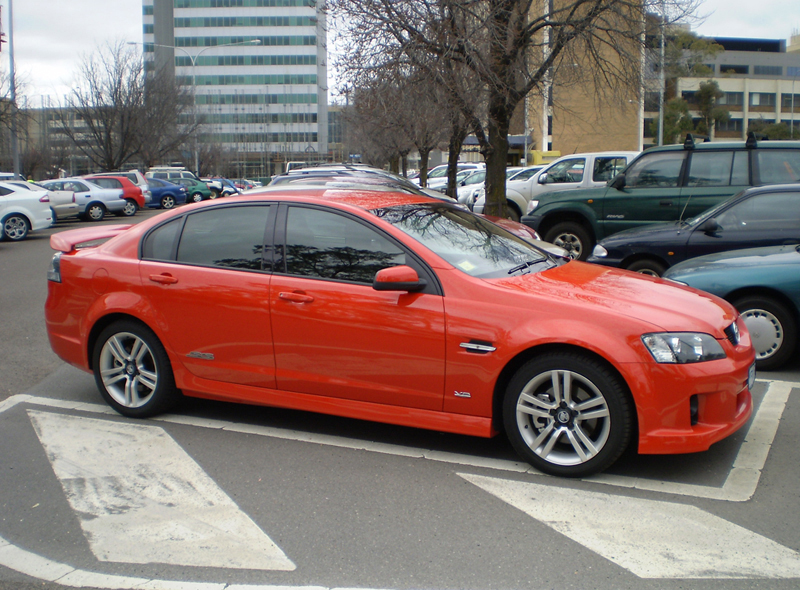
Vehículo policial sin distintivos (Canberra, Australia).
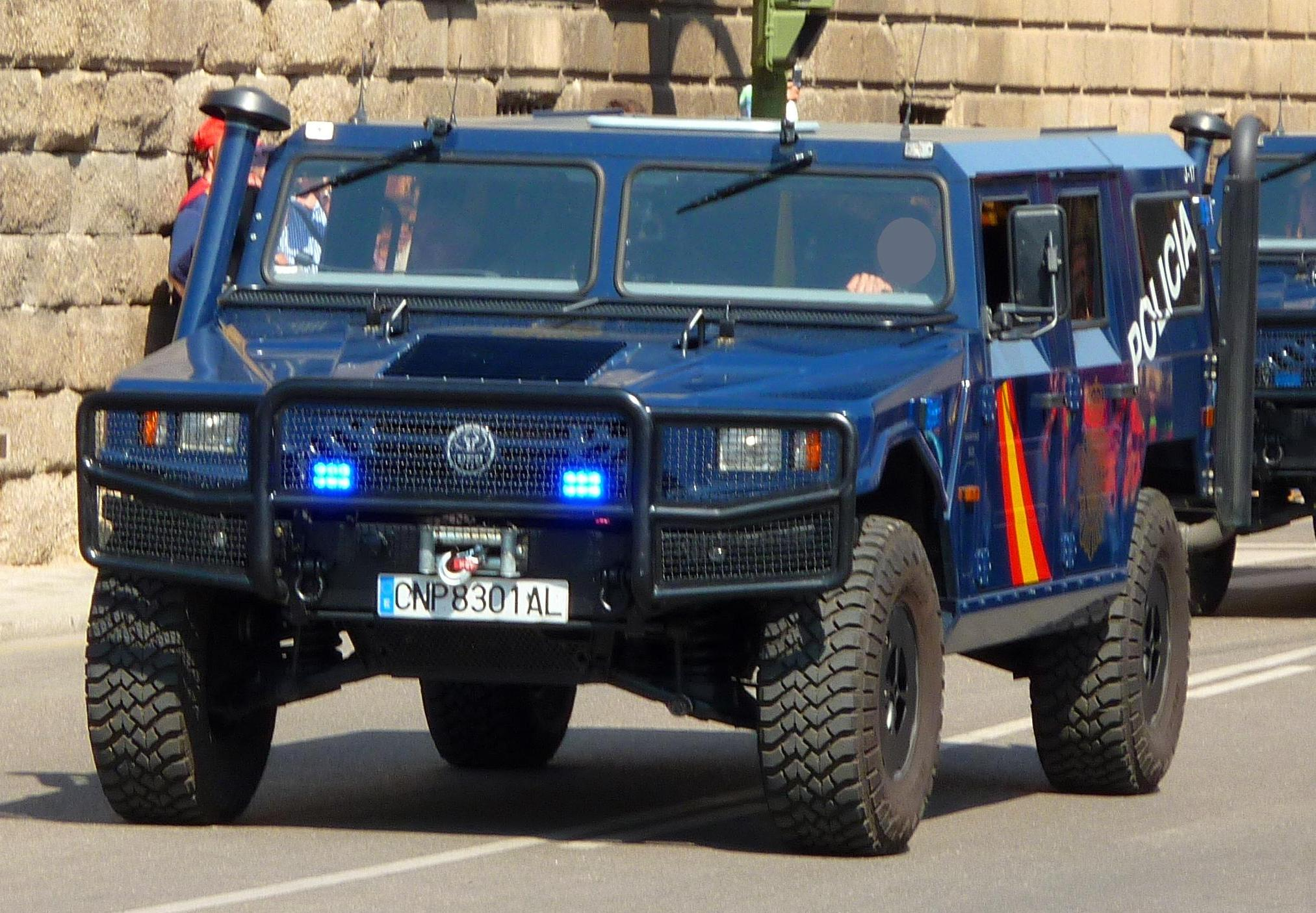
URO VAMTAC de la UIP (España).
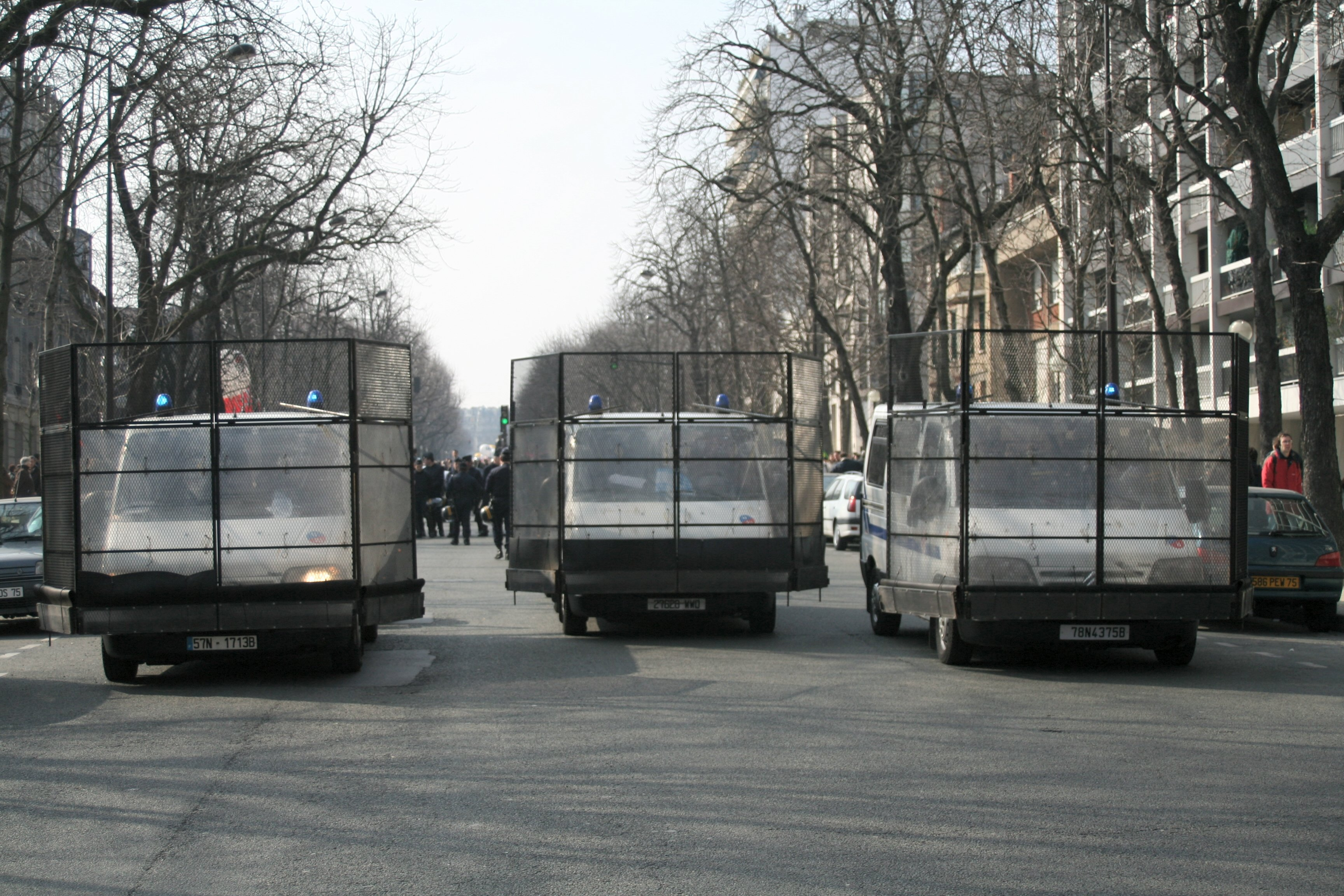
Vehículos de policía franceses con sus protecciones.

- Datos: Q868601
- Multimedia: Police automobiles / Q868601